# Lijst van rivieren in Congo-Brazzaville

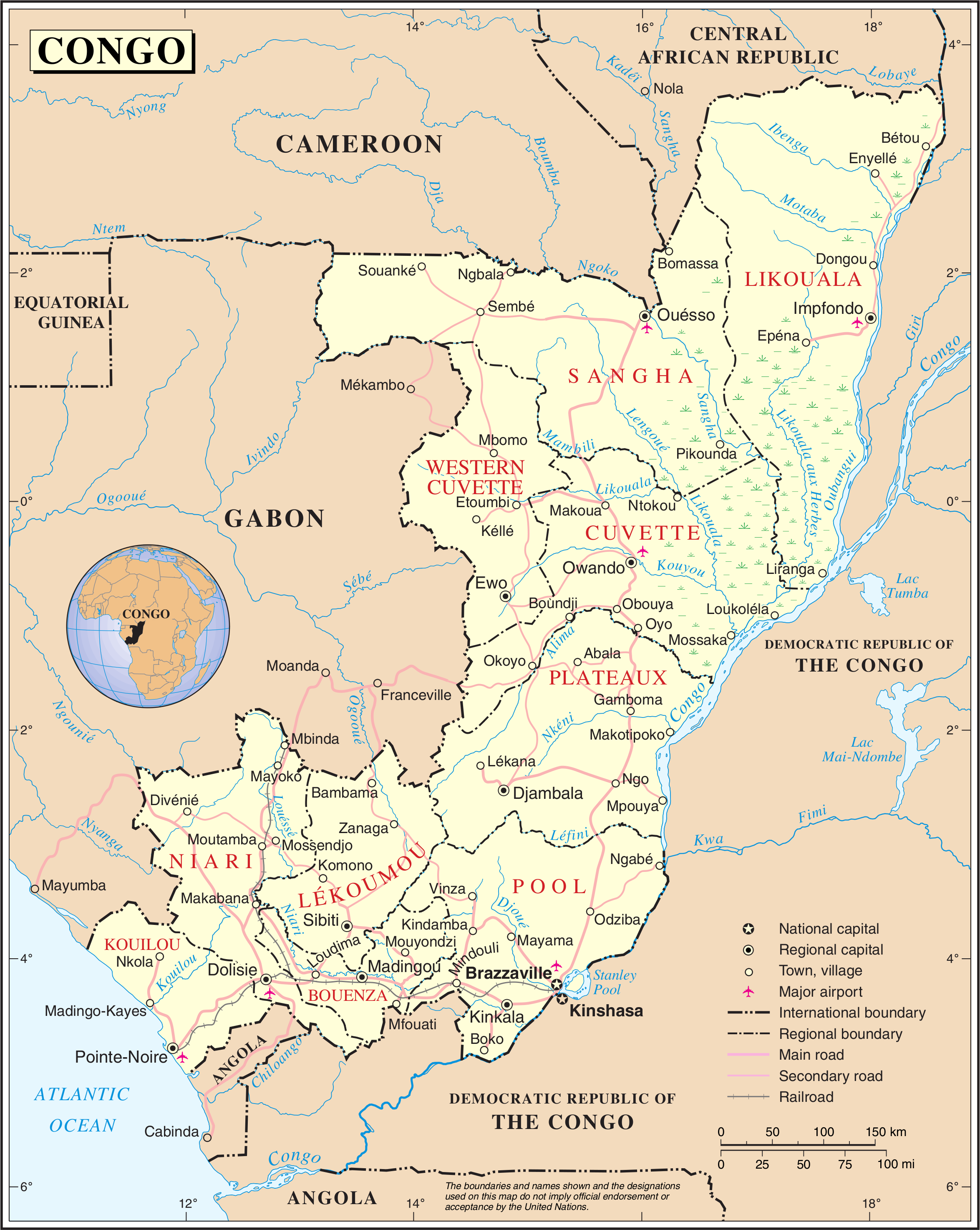
Kaart van Congo-Brazzaville.

Dit is een lijst van rivieren in Congo-Brazzaville. De rivieren in deze lijst zijn geordend naar drainagebekken en de opeenvolgende zijrivieren zijn ingesprongen weergegeven onder de naam van elke hoofdrivier.

## Atlantische Oceaan
- Ogooué
  - Ngounie
  - Ivindo
    - Djadie
    - Djoua
    - Aïna

  - Letili
- Nyanga
- Kouilou-Niari
  - Louésse
- Chiloango
- Kongo
  - Djoué
  - Lefini
  - Nkéni
  - Alima
    - Lékéti

  - Likouala
    - Kouyou
    - Lengoué
    - Mambili

  - Sangha
    - Dja (Ngoko)

  - Likouala aux Herbes
  - Ubangi
    - Motaba
    - Ibenga